# Янет Сеюм
Янет Сеюм (9 липня 1994) — ефіопська плавчиня.
Учасниця Олімпійських Ігор 2012 року, де в попередніх запливах на дистанції 50 метрів вільним стилем посіла 65-те місце і не потрапила до півфіналів.